# SinDominio
SinDominio és una comunitat de persones i organitzacions que va néixer per a donar suport tecnològic i visibilitzar a la xarxa col·lectius socials i centres socials okupats, així com iniciatives a favor de l'autonomia social a internet, del coneixement compartit i del programari lliure. SinDominio és un dels primers proveïdors d'accés a Internet alternatius sorgit a Espanya, a finals de la dècada de l'any 1990, a partir d'una escissió de Nodo50.

## Inicis
SinDominio va néixer en l'històric Laboratorio de Lavapiés, a Madrid, un centre social de tradició okupa autònoma, en un ambient de convergència de cultures procedents de l'activisme independent amb les cultures tecnòfiles dels geeks. SinDominio és un espai virtual que opera sense la intervenció d'iniciatives privades. Una singularitat reflectida a la publicitat del servidor, que no pertany a interessos privats, i a la capacitat de la Internet de reunir múltiples públics en un espai de trobada transnacional.
En els seus inicis, els membres de SinDominio s'organitzaren de manera assembleària, a través d'una llista de correu de coordinació. De març a octubre de 1999, aquesta llista de correu va estar allotjada en un servidor italià i el domini (SinDominio) va estar allotjat en un servidor alternatiu canadenc —d'orientació anarquista— anomenat Tao. A l'estat espanyol no va haver cap tipus de suport, només l'oposició frontal de Nodo50, des d'on es va percebre la proposta de SinDominio com a competència i amb la idea que amb un sol òrgan d'expressió era més que suficient.

## Evolució
SinDominio, va acollir, en els seus servidors, a un gran nombre d'organitzacions i medis de comunicació, com ara, Agència UPA, Contrapoder, Etcètera, L'enterao, Maldeojo, Molotov, Ràdio Bronka, etc. Amb el temps, SinDominio ha donat servei a grups alternatius i moviments socials de tot el món, convertint-se en un exemple de l'ús democràtic de les xarxes. SinDominio proporciona als col·lectius participants un fòrum comú, dedicat a la transformació social i l'articulació d'un lloc de trobada virtual per a la comunicació lliure.
El 1998, el col·lectiu SinDominio va participar en la 4a Trobada Estatal de Contrainformació, celebrada a Madrid, la qual va reunir un nombre important d'organitzacions, col·lectius, mitjans alternatius, ràdios lliures, etc.

### Hackmeetings
El primer hackmeeting de l'estat espanyol va ser organitzat per SinDominio, seguint el model dels hackmeetings nascuts a Itàlia —Florència (1998), Milà (1999), etc. La comunitat okupa catalana va oferir la casa Les Naus com a seu de la trobada, al barri de Gràcia de Barcelona. A l'esdeveniment —celebrat els dies 20, 21 i 22 d'octubre de l'any 2000— van assistir 300 persones i va ser considerat un gran èxit. SinDominio va acollir en els seus servidors el lloc web del hackmeeting, el qual va ser atacat per un grup de pirates informàtics que van canviar l'aspecte visual del lloc web (deface) i van deixar missatges insultants, signant com «pr0j3ktm4yh3m».
Des del 2000, el hackmeeting anual, organitzat per SinDominio s'ha convertit en la trobada hacker més important d'Espanya. Per aquest motiu, SinDominio ha estat atacat en altres ocasions. Així, el 2001 va ser segrestat un dels seus servidors per tal de boicotejar el hackmeeting que se celebrava a Leioa, al mes de setembre. En aquesta ocasió, un tal «Mat Team» va vincular als organitzadors i participants al congrés amb el terrorisme d'ETA.

### Cultura lliure
La història de Sindominio forma part d'una tradició d'activisme digital que compta amb diverses dècades d'experiència i que mereix ser posada en valor; concretament, el moviment per la cultura lliure —nascut a finals dels anys 1990 en defensa d'una Internet lliure i a favor de la redefinició del dret de propietat intel·lectual sobre obres digitals— i molt arrelat a la ciutat per la seva participació en els centres socials autogestionats i hacklabs, els museus i biblioteques o també a les associacions de veïns i altres col·lectius culturals.